# Rutidea ferruginea
Rutidea ferruginea är en måreväxtart som beskrevs av William Philip Hiern. Rutidea ferruginea ingår i släktet Rutidea och familjen måreväxter. Inga underarter finns listade i Catalogue of Life.